# 拉哈斯布蘭卡斯
拉哈斯布蘭卡斯（西班牙語：Lajas Blancas），是巴拿馬的城鎮，位於該國東部，由恩貝拉-沃內安特區的塞馬科區負責管轄，面積1,548.2平方公里，2010年人口3,735，人口密度每平方公里2,412.8人。